# 中原頼季
中原 頼季（なかはら の よりすえ）は、平安時代末期の貴族。淡路守・中原頼成の子。官位は従五位下・信濃権守。

## 経歴
大学少允を経て、鳥羽院政期後期の康治元年（1142年）右少史に遷任する。右大史を経て、久安3年（1147年）正月に左大史まで昇任されるが、同年2月に春日行幸行事賞により従五位下に叙爵して官史を去った。のち、信濃権守として地方官を務めている。

## 官歴
注記のないものは『本朝世紀』による。
- 時期不詳：正六位上。大学少允
- 康治元年（1142年） 12月21日：右少史
- 久安2年（1146年） 4月19日：見右大史
- 久安3年（1147年） 正月28日：左大史。2月23日：従五位下（春日行幸行事賞）
- 時期不詳：信濃権守[2]